# Weiss
A Weiss vagy Weisz német családnév. Jelentése fehér, világos színű bőr- vagy hajszín. 2014-ben Németországban a 222. leggyakoribb családnév volt.

## Híres Weiss / Weisz nevű személyek
Weiss
- Weiss Manfréd (1857–1922) magyar nagyiparos
- Weiss Miksa (1857–1927) magyarországi születésű osztrák sakkozó
- Peter Weiss (1916–1982) svéd drámaíró

Weisz
- Weisz Árpád (1896–1944) válogatott magyar labdarúgó, edző
- Weisz Árpád (1910–1945) magyar dzsesszdobos, vibrafon- és a marimba-játékos
- Weisz Fanni (1992) magyar fotómodell, szépségkirálynő, esélyegyenlőségi aktivista
- Weisz Ferenc (1910–1982) protonotárius kanonok
- Weisz Ferenc (1885–1944) válogatott magyar labdarúgó
- Weisz Miksa (1872–1931) rabbi, egyetemi tanár
- Rachel Weisz (1970) Oscar- és Golden Globe-díjas magyar származású angol színésznő
- Weisz Richárd (1879–1945) olimpiai bajnok birkózó, súlyemelő